# Tarcondímoto II
Tarcondímoto II (em grego: Ταρκονδίμοτος; romaniz.: Tarkondímotos; em latim: Tarcondimotus) foi um rei cliente romano da Cilícia, que desempenhou um papel nas guerras civis romanas da República Romana Tardia. Era filho de Tarcondímoto I e irmão de Filopátor I. Como seu pai, apoiou Marco Antônio durante sua guerra civil com Otaviano, porém após a vitória otaviana na batalha de Áccio em 31 a.C., e a morte de seu pai, ele rapidamente mudou de lado. Seu irmão tornou-se o nome rei, porém no ano seguinte teve seus domínios confiscados. Em 20 a.C., Tarcondímoto II tornou-se o nome rei da Cilícia.